# チャンギ海軍基地
座標: 北緯1度19分16秒 東経104度01分33秒 / 北緯1.321033度 東経104.025722度
チャンギ海軍基地( -かいぐんきち、Changi Naval Base)は、シンガポール海軍における最新の基地であり、2004年5月21日に、全面稼動が宣言された。基地の面積は1.28平方キロメートルであり、シンガポール東部にある。

## 概要
ブラニ海軍基地(Brani Naval Base)の代替として建設されたものである。バース長は、全6.2kmと長く、航空母艦の接岸も可能である。そのため、アメリカ海軍の艦隊の寄港も時折行われている。この寄港は、1990年に締結され、1999年に一部改定されたシンガポールとアメリカ合衆国間の覚書に基づくものであり、アメリカ軍はチャンギ海軍基地の使用権を保有している。
この海軍基地の特徴として、機械による省力化が進められていることがある。例えば、地下弾薬庫から艦への弾薬の積み込みも自動化されており、本部建物内には光回線によるネットワーク環境が整えられている。さらに環境問題にも配慮されており、風力発電機が3基設置され、建物の屋根には太陽電池パネルが使われており、一部電力はそれで賄われている。また国内での必要量の清水が確保できないシンガポールの事情に応じ、海水を用いた冷房システムが構築されている。この空調システムにより年間35千立方メートルの清水を節約されている。現在、基地には、強襲揚陸艦とミサイル艇が配備されている。なお、2004年のスマトラ島沖地震の際には、支援にあたる各国海軍艦艇の拠点の一つとして機能した。また、2017年にリベリアの石油タンカーとジョン・S・マケインが衝突した際に、自力で到着した。